# Cách mạng Sudan
Cách mạng Sudan là sự biến chính quyền lớn ở Sudan, bộc phát khi người dân bắt đầu biểu tình trên đường phố vào ngày 19 tháng 12 năm 2018 và tiếp tục không tuân hoà bình trong tám tháng. Ngày 11 tháng 4 năm 2019 quân đội Sudan lật đổ Tổng thống Omar al-Bashir sau 30 năm cầm quyền. Ngày 3 tháng 6 vụ thảm sát Khartoum xảy ra dưới lãnh đạo của Uỷ ban quân sự lâm thời, là cơ quan thay thế cho của ông al-Bashir. Tháng 7 và tháng 8 Uỷ ban quân sự cùng Lực lượng Tự do và Thay đổi ký kết Hiệp định chính trị và Hiến pháp lâm thời, chính thức đặt ra kỳ chuyển tiếp 39 tháng để dân chủ hoá Sudan. Tháng 8 và tháng 9 Uỷ ban quân sự giao quyền hành chính cho Hội đồng chủ quyền Sudan, là cơ quan đứng đầu Sudan bao gồm bình dân quân nhân, cùng Thủ tướng dân thường Abdalla Hamdok và Nội các hầu hết là bình dân. Quyền tư pháp giao lại cho Nemat Abdullah Khair, là Chánh toà tối cao nữ đầu tiên của Sudan.
Bài viết này bàn chủ yếu về thời gian 8 tháng, đọc phần "Tên gọi" dưới có bàn luận về định nghĩa của "Cách mạng Sudan" mà có thể bao gồm thời gian dưới quyền Thủ tướng Abdalla Hamdok có hứa rằng "kế hoạch" cách mạng sẽ thi hành trong kỳ qua đò.

## Khái quát
Ngày 19 tháng 12 năm 2018 biểu tình nổ ra ở một vài thành phố Sudan trước cảnh phí sinh sống tăng và tình hình kinh tế sút kém. Mặc dù lúc đầu chỉ yêu cầu cải cách kinh tế gấp rút, người dân sớm đòi Tổng thống Omar al-Bashir bỏ chức.
Tính bạo lực của chính phủ với các cuộc biểu tình ôn hòa làm cộng đồng quốc tế lo ngại. Ngày 22 tháng 2 năm 2019, ông al-Bashir tuyên bố tình trạng khẩn cấp và giải tán chính quyền quốc gia, địa phương mà thay thế chính quyền địa phương bằng các sĩ quan quân đội và tình báo viên, ngày 8 tháng 3 ông tuyên bố rằng tất cả phụ nữ bị bỏ tù vì phản đối chính phủ sẽ được thả ra, ngày 6 và ngày 7 tháng 7 nhân dân bắt đầu biểu tình rầm rộ lần đầu tiên kể từ khi tình trạng khẩn cấp tuyên bố, ngày 10 tháng 4 các quân nhân phát hiên bảo vệ những người biểu tình khỏi các lực lượng an ninh và ngày 11 tháng 4 quân đội phế truất ông al-Bashir trong cuộc đảo chính.
Sau khi ông al-Bashir bị phế truất, nhân dân do Hiệp hội chuyên gia Sudan và các tổ chức dân chủ đối lập lãnh đạo tiếp tục biểu tình kêu gọi Ủy ban quân sự lập tức, vô điều kiện, đồng loạt từ chức để cho chính phủ lâm thời dân chính thành lập và các cải cách khác. Việc đàm phán thành lập chính phủ lâm thời quân dân của Ủy ban quân sự, phe đối lập dân chính diễn ra vào cuối tháng 4 và tháng 5 nhưng dừng lại khi Bộ đội chi viện nhanh chóng và các lực lượng an ninh khác giết chết 128 người và hãm hiếp 70 ở Khartoum vào ngày 3 tháng 6.
Các tổ chức đối lập phản ứng với vụ thảm sát và việc bắt giữ sau thảm sát bằng cách tổng đình công trong 3 ngày từ ngày 9 tháng 11 và kêu gọi kháng mệnh hòa bình và kháng cự bất bạo động lâu dài đến khi Ủy ban giao quyền lực cho chính phủ dân chính, ngày 12 tháng 6 phe đối lập đồng ý ngừng đình công và Ủy ban quân sự đồng ý thả tù nhân chính trị.
Sau khi việc đàm phán tái diễn, Hiệp định chính trị được Ủy ban và Lực lượng chấp nhận bằng miệng vào ngày 5 tháng 7 và bằng chữ kí vào ngày 17 tháng 7. Ủy ban quân sự và Lực lượng tự do thay đổi tuyên bố rằng họ sẽ chia sẻ quyền lực quản trị Sudan bằng các cơ quan hành chính, lập pháp đến khi cuộc bầu cử mới tổ chức giữa năm 2022 và sẽ mở cuộc điều tra tư pháp về các sự kiện sau đảo chính, bao gồm vụ thảm sát Khartoum. Hiệp định chính trị có Hiến pháp lâm thời do Ủy ban quân sự và Lực lương tự do thay đổi ký phác vào ngày 4 tháng 8 và chính thức ký kết vào ngày 17 tháng 8 bổ sung. Kế hoạch qua đò thành lập Hội đồng chủ quyền là quốc trưởng bao gồm một thành phần quân sự và một thành phần dân chính, do thường dân lãnh đạo 21 tháng sau khi kỳ qua đò 39 tháng bắt đầu.
Ủy ban quân sự bị giải tán và Hội đồng chủ quyền có đa số là nam thành lập vào ngày 20 tháng 8, Abdalla Hamdok bổ nhiệm làm Thủ tướng vào ngày 21 tháng 8, Nội các lâm thời bao gồm bốn nữ bộ trưởng, 14 nam bộ trưởng dân chính và 2 nam bộ trưởng quân nhân công bố đầu tháng 9. Một "quá trình hòa bình toàn diện" của chính phủ và các nhóm đối lập vũ trang lên kế hoạch bắt đầu vào ngày 1 tháng 9, Nemat Abdullah Khair bổ nhiệm làm nữ Chánh tòa tối cao đầu tiên của Sudan vào ngày 10 tháng 10. Tuy vậy nhưng nhân dân vẫn tiếp tục biểu tình trong kỳ qua đò.

## Lịch sử
Ông Al-Bashir cai trị đất nước từ năm 1989 khi thành công đảo chính chống Thủ tướng dân chủ, nhưng không được lòng dân, Sadiq al-Mahdi. Tòa án Hình sự Quốc tế đã khởi tố Al-Bashir vì các tội chiến tranh và tội ác chống lại nhân loại ở khu vực phía tây Darfur.
Tháng 1 năm 2018, các cuộc biểu tình lớn bùng nổ trên đường phố thủ đô Khartoum phản đối việc giá cả của nhu yếu phẩm như bánh mì tăng cao. Các cuộc biểu tình mỗi ngày một lớn và được nhiều đảng đối lập ủng hộ và các phong trào thanh niên, phụ nữ cũng tham gia biểu tình.
Chính phủ Sudan phá giá quốc tệ và ngừng trợ cấp lúa mì và điện. Nền kinh tế Sudan gặp khó khăn từ khi Omar al-Bashir đoạt quyền, nhưng ngày càng hỗn loạn sau khi Nam Sudan, là nguồn ngoại tệ quan trọng, thoát li vào năm 2011. Việc đồng bảng Sudan mất giá vào tháng 10 làm hối suất biến động mạnh và dẫn đến việc thiếu tiền mặt. Người dân trong hàng dài chờ nhu yếu phẩm như xăng dầu, bánh mì cũng như tiền mặt từ ATM là cảnh tượng phổ biến, tỉ lệ lạm phát Sudan xấp xỉ 70%, chỉ đứng sau tỷ lệ ở Venezuela.
Tháng 8, Đảng quốc hội ủng hộ việc ông Al-Bashir tranh cử tổng thống vào năm 2020 mặc dù tai tiếng của ông ngày càng lớn và ông đã tuyên bố rằng sẽ không tham gia cuộc bầu cử sắp tới. Những hành vi này làm các đảng viên càng ngày càng phản đối, họ kêu gọi tôn trọng quốc hiến mà không cho phép Al-Bashir tái cử. Các nhà hoạt động phản ứng trên mạng xã hội và kêu gọi vận động chống kế hoạch tái cử của ông.

## Tên gọi
Phong trào biểu tình và kỳ qua đò 39 tháng, đa số gọi là "cách mạng" hoặc "Cách mạng Sudan", hai cuộc khởi nghĩa kháng mệnh hòa bình trước kia làm chính phủ thay đổi triệt để bao gồm Cách mạng tháng 10 năm 1964 và Cách mạng tháng 3 tháng 4 năm 1985. Từ năm 2018, người biểu tình gọi chiến dịch kháng mệnh hòa bình là cách mạng, có khẩu hiệu như "cách mạng là quyền nhân dân", phụ nữ tham gia biểu tình gọi là "cách mạng phụ nữ" vào tháng 3 năm 2019 và sau cuộc đảo chính tháng 4 năm 2019, còn Chủ tịch Ủy ban quân sự lâm thời al-Burhan gọi là "cuộc khởi nghĩa và cuộc cách mạng". Gilbert Achcar của tờ Jacobin gọi việc giao quyền lực cho Hội đồng chủ quyền cùng kỳ qua đò 39 tháng là "giai đoạn thứ tư" của "cách mạng". Thủ tướng Abdalla Hamdok, sau khi lên nắm quyền vào tháng 8 năm 2019, nói rằng "khẩu hiệu ăn sâu của cách mạng, 'Tự do, hòa bình và công bằng', sẽ làm thành kế hoạch của thời kỳ.
Mặt trận cách mạng Sudan, là liên minh của các tổ chức vũ trang thành lập vào năm 2011 nhằm chống đối Tổng thống Omar al-Bashir, nói rằng việc Hội đồng chủ quyền thành lập vào tháng 8 năm 2019 "cướp cuộc cách mạng" và cuộc cách mạng do các phiến quân châm ngòi vào năm 2003.

## Các tổ chức và nhân vật đối lập
Phe đối lập ông al-Bashir ở Sudan ban đầu rải rác nhưng thống nhất thành liên minh gọi là Lực lượng tự do thay đổi vào tháng 1 năm 2019. Hiến chương tự do thay đổi do những người tham gia liên minh ký kết kêu gọi lật đổ chính phủ và dân chủ hóa theo chính phủ dân chính.
Nhiều nhóm và liên minh tổ chức ở nhiều cấp độ, năm 2013 các nhóm địa phương liên kết thành một mạng lưới lỏng lẻo gọi là ủy ban đối kháng đóng vai trò chính trong việc tổ chức kháng mệnh hòa bình và áp chế Ủy ban quân sự.
Một trong những nhóm then chốt trong việc phối hợp các cuộc biểu tình là Hiệp hội Chuyên gia Sudan, nhóm này, là tổ chức xã hội dân gian của các công đoàn chuyên gia, bao gồm bác sĩ, kĩ sư, giáo viên, luật sư, nhà báo, dược sĩ và những thành viên khác. Thành lập vào năm 2012, nhóm này chủ yếu hoạt động bí mật trong chế độ của al-Bashir để tránh bắt giam. Cốt lõi của nhóm bao gồm các chuyên gia trung lưu đô thị.
Jacobin mô tả phong trào chính trị do các nhóm đối lập Sudan khởi xướng như "có lẽ là tổ chức tốt và phức tạp về khía cạnh chính trị nhất ở khu vực [Trung Đông / Bắc Phi]".

## Mốc thời gian

### Tháng 12 năm 2018
Làn sóng biểu tình năm 2018-2019 bắt đầu vào ngày 19 tháng 12 năm 2018 khi giá bánh mì ở Atbara tăng gấp ba lần, sau đó nhanh chóng đập vào Port Sudan, Dongola và thủ đô Khartoum. Người biểu tình đốt cháy trụ sở đảng đương quyền ở Atbara và Dongola, chính quyền sử dụng hơi cay, đạn cao su và đạn thật để giải tán người biểu tình khiến hàng chục người chết, bị thương. Cựu thủ tướng Sadiq al-Mahdi trở về nước cùng ngày.
Khả năng truy cập mạng xã giao và nhắn tin tức thời bị các nhà cung cấp dịch vụ lớn của đất nước đình chỉ ngày 21 tháng 12, có bằng chứng kĩ thuật do tổ chức quan sát Internet NetBlocks thu thập và các tình nguyện viên phát giác việc cài đặt "hệ thống kiểm duyệt Internet rộng rãi". Lệnh giới nghiêm ban hành trên khắp Sudan làm các trường học đóng cửa toàn quốc, các đại học sinh Darfuri ở Sennar và Khartoum bị Cơ quan Tình báo và An ninh Quốc gia (NISS) bắt giữ và tra tấn để cho thừa nhận là thành viên của Phong trào Giải phóng Sudan nhằm thuyết phục quần chúng rằng các cuộc biểu tình dựa trên chủng tộc; ngày 29 tháng 12 những lời thú tội bắt buộc này phát trên cả kênh truyền hình nhà nước và Facebook.

### Tháng 1 năm 2019
Đến ngày 7 tháng 1 hơn 800 người biểu tình chống chính phủ bị bắt và 19 người bao gồm các quan chức an ninh thiệt mạng trong các cuộc biểu tình.
Ngày 9 tháng 1 hàng ngàn người biểu tình đổ dồn vào thành phố El-Gadarif phía đông nam.
Các cuộc biểu tình do Hiệp hội Chuyên gia Sudan tổ chức làm một bác sĩ bị bắn vào ngày 17 tháng 1 vì các bệnh viện bị lực lượng an ninh nhắm vào.
Đảng quốc hội là cựu đồng minh của Bashir tuyên bố rút khỏi chính phủ và sau đó kêu gọi chuyển giao quyền lực cho chính phủ lâm thời, báo hiệu rằng ít nhất ngay cả giới chấp chính cũng mệt mỏi đối với ông al-Bashir.

### Tháng 2 năm 2019

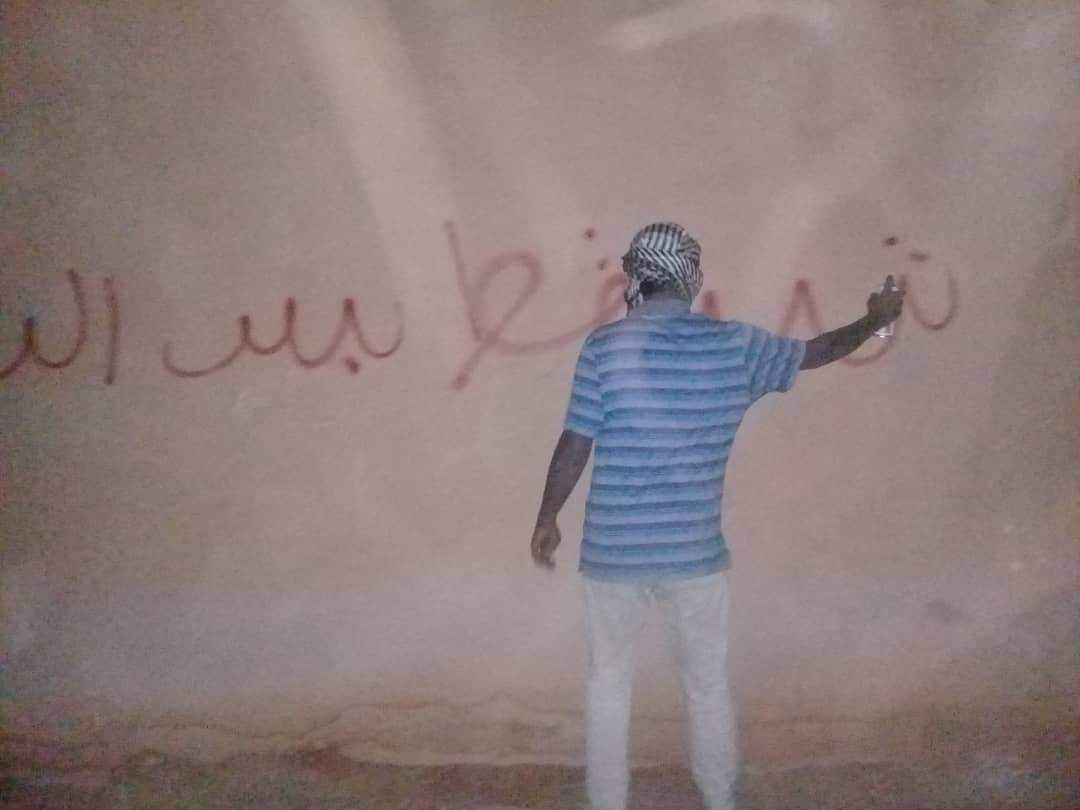
Một người Sudan ghi khẩu hiệu cách mạng lên tường

Lực lượng công an kiểm duyệt gắt gao báo chí đưa tin về các cuộc biểu tình; tờ Al Tayyar bắt đầu xuất bản các trang trống để phát giác chính phủ cắt xén báo chí và tờ báo của nhiều cơ quan tin tức khác bị chính phủ tịch thu. Cục tình báo Sudan (Cục) đột kích văn phòng tờ Al Jarida một lần nữa khiến tờ báo phải đình bản. Theo tờ The Listening Post, các nhà quay phim tiếng Ả Rập nước ngoài bị chính phủ nhắm vào đặc biệt.
Một "nguồn quân sự cao cấp" cho tờ Middle East Eye biết rằng Salah Gosh là người đứng đầu tình báo Sudan được A Liên Tù (United Arab Emirates), Ả Rập Saudi và Ai Cập ủng hộ thay al-Bashir làm Tổng thống dựa trên các cuộc đàm phán riêng với Yossi Cohen ở Hội nghị An ninh Munich (15-17 tháng 2).
Ngày 22 tháng 2 ông Bashir tuyên bố tình trạng khẩn cấp toàn quốc một năm lần đầu tiên trong hai mươi năm và tuyên bố giải tán chính quyền trung ương, địa phương, thay thế các thống đốc địa phương bằng các tướng quân. Ngày hôm sau ông bổ nhiệm Mohamed Tahir Ayala là người ông chọn làm Thủ tướng và bổ dụng cựu cục trưởng tình báo, Bộ trưởng quốc phòng đương nhiệm Awad Mohamed Ahmed Ibn Auf làm phó tổng thống thứ nhất. Cục trưởng tình báo đương nhiệm của ông cũng tuyên bố rằng sẽ không tìm kiếm liên nhiệm năm 2020 và sẽ từ chức thư kí Đảng quốc hội, Ahmed Haroun, bị Quốc hình viện truy nã vì tội chiến tranh, thay thế ông Al-Bashir làm đảng trưởng. Các quân quan và người tình báo quản lí chính quyền tỉnh sau khi bị giải tán.
Lực lượng công an đột kích nhiều đại học ở Khartoum và Ombdurman và nghe nói rằng đánh đập học sinh bằng gậy ở Khartoum ngày 24 tháng 2, cùng ngày ông al-Bashir ban hành sắc lệnh cấm biểu tình phi pháp, buôn bán nhiên liệu và lúa mì phi pháp bằng hình phạt 10 năm tù, "phát hành trái phép thông tin, hình ảnh hay tài liệu thuộc về gia đình tổng thống" và thi hành các biện pháp kiểm soát vốn đối với buôn bán vàng và ngoại tệ.

### Ngày 7-8 tháng 3 năm 2019
Ngày 7 tháng 3 nhiều cuộc biểu tình tổ chức để tôn vinh phụ nữ vì vai trò hàng đầu của họ trong cuộc khởi nghĩa. "Phụ nữ hãy mạnh mẽ lên" và "Cuộc cách mạng này là cuộc cách mạng phụ nữ" là những khẩu hiệu được hô vang ở các cuộc biểu tình.
Ngày 8 tháng 3 ông al-Bashir ra lệnh phóng thích mọi phụ nữ bị bắt vì tham gia biểu tình chống chính phủ. Người biểu tình đặt tên một công viên khu phố Khartoum ở Burri theo tên một phụ nữ ở trên bị tòa án khẩn cấp kết án 20 roi và một tháng tù, sau đó được phóng thích khi chống án. Hình phạt đánh roi, lần đầu tiên đưa ra trong thời thuộc địa Anh năm 1925, nhằm mục đích ngăn cản phụ nữ Sudan khỏi hoạt động chính trị.
Theo Hiệp hội luật sư dân chủ đến giữa tháng 3 ít nhất 870 người bị các tòa án khẩn cấp mới thành lập xét xử.

### Ngày 6-11 tháng 4

Alaa Salah dẫn đầu những người biểu tình trong bài hát

Ngày 6 tháng 4, vài ngày sau khi Abdelaziz Bouteflika bị buộc phải từ chức để xoa dịu những người biểu tình Algeria, Hiệp hội chuyên gia Sudan kêu gọi tiến đến trụ sở quân đội và hàng trăm ngàn người hưởng ứng. Theo một người biểu tình, các sư đoàn của lực lượng công an "cố gắng tấn công những người biểu tình đến từ phía bắc," trong khi quân đội "bênh vực người biểu tình và bắn trả." Chủ nhật mạng xã giao bị chặn và điện bị cắt khắp Sudan khi người biểu tình bắt đầu ngồi yên ở trụ sở quân sự tại Khartoum trong suốt cả tuần, sáng thứ Hai ngày 8 tháng 4 quân đội và lực lượng phản ứng nhanh của các dịch vụ bí mật đối mặt nhau tại trụ sở quân đội ở Khartoum. Theo Bộ trưởng Nội vụ, sáu người chết, 57 người bị thương và 2.500 người bị bắt giữ ở Khartoum cuối tuần qua, cảnh sát không được phép can thiệp vào.
Cũng ngày thứ Hai, Alaa Salah, là một phụ nữ trẻ mặc đồ kandake, trở thành biểu tượng của cuộc khởi nghĩa khi một bức ảnh cô dẫn đầu người biểu tình trong khi hát trên xe hơi truyền bá.

### Ngày 11 tháng 4: al-Bashir bị phế truất

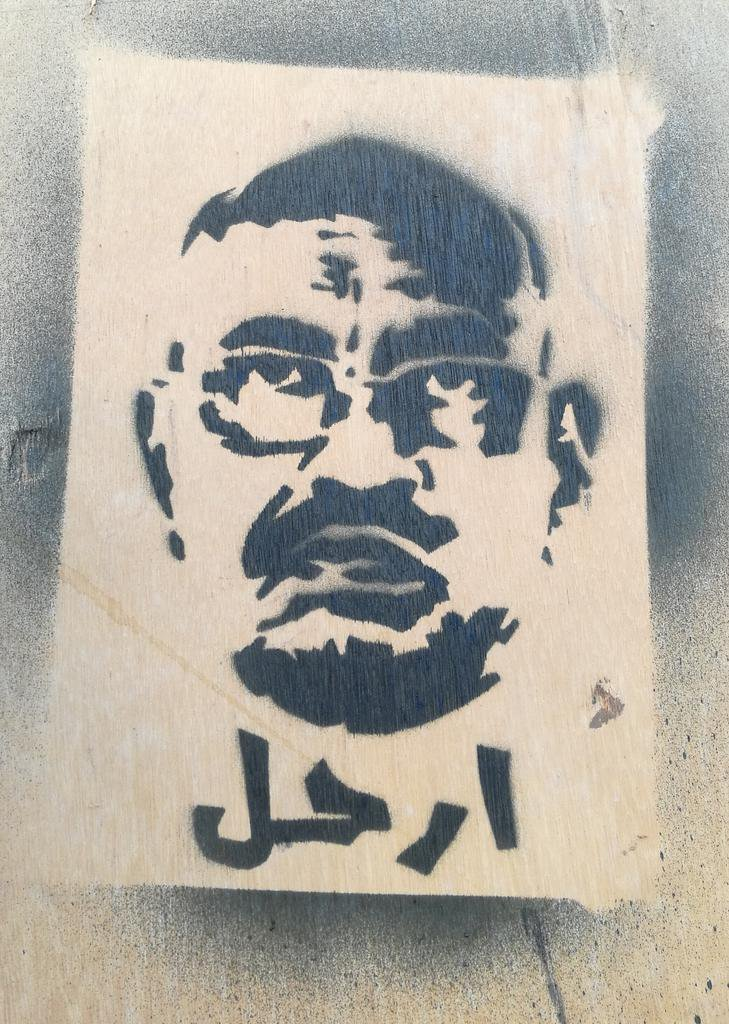
Khuôn tô cách mạng chống Omar al-Bashir trên đường phố Khartoum.

Ngày 11 tháng 4 Tổng thống al-Bashir bị phế truất và bị quân đội quản thúc tại gia. Liên minh châu Âu và Hoa Kỳ yêu cầu họp Hội đồng bảo an liên hợp quốc, truyền hình nhà nước thông cáo rằng mọi tù nhân chính trị bao gồm lãnh đạo phản kháng chống Bashir đã được phóng thích. Thời gian cấm đêm từ 10 giờ tối đến 4 giờ sáng cũng ban hành, nhưng người biểu tình vẫn ở trên đường phố.

### Ngày 12 tháng 4 - ngày 2 tháng 6: đàm phán với Ủy ban quân sự lâm thời
Tối ngày 12 tháng 4 lãnh đạo Hội đồng quân sự lầm thời Awad Ibn Auf tuyên bố từ chức sau những cuộc biểu tình dữ dội, ông nói rằng ông chọn Trung tướng Abdel Fattah al-Burhan là đốc sát trưởng của quân đội làm hậu nhiệm. Người biểu tình "tưng bừng" khi nghe tin này vì ông là một trong những tướng quân đồng tình người biểu tình khi họ ngồi biểu tình ở trụ sở. Burhan cũng "không được biết là có liên quan đến các tội chiến tranh hay bị tòa án quốc tế truy nã."
Ngày 13 tháng 4 việc đàm phán của quân đội và người biểu tình chính thức bắt đầu sau khi có thông cáo rằng lệnh giới nghiêm do Auf áp đặt được dỡ bỏ, rằng lệnh hoàn thành việc phóng thích người bị bỏ tù theo luật khẩn cấp do al-Bashir ban bố đã ban hành, rằng cục trưởng tình báo an ninh Salah Gosh đã từ chức. Tổ chức ân xá quốc tế yêu cầu liên minh quân sự điều tra vai trò của ông Gosh trong cái chết của người biểu tình.
Ngày 14 tháng 4 có thông cáo rằng Ủy ban chấp thuận việc người biểu tình tiến cử Thủ tướng dân chính và thường dân điều hành mọi bộ Chính phủ ngoại trừ Bộ quốc phòng và nội vụ, cùng ngày phát ngôn viên của Ủy ban Shams El Din Kabbashi Shinto tuyên bố rằng Auf đã bị cách chức Bộ trưởng quốc phòng và Trung tướng Abu Bakr Mustafa đã bổ nhiệm để kế nhiệm Gosh làm Cục trưởng tình báo an ninh.
Ngày 15 tháng 4 phát ngôn viên của Ủy ban tuyên bố "Đảng quốc hội đương quyền trước đây sẽ không tham gia bất cứ chính phủ lâm thời nào," mặc dù không bị cấm tranh cử trong tương lai, cùng ngày nhà hoạt động nổi tiếng Mohammed Naji al-Asam tuyên bố rằng quân đội và người biểu tình mỗi ngày một tin tưởng nhau nhiều hơn do việc đàm phán và tù nhân chính trị được thả, mặc dù quân đội cố gắng giải tán cuộc biểu tỉnh một cách kém cỏi. Cũng có thông cáo rằng Ủy ban đang trong quá trình tái tổ trước tiên bằng cách bổ nhiệm Đại tá Hashem Abdel Muttalib Ahmed Babakr làm tham mưu trưởng quân đội và Đại tá Mohamed Othman al-Hussein làm phó tổng tham mưu trưởng.
Ngày 16 tháng 4 Ủy ban tuyên bố rằng Burhan một lần nữa hợp tác với người biểu tình và cách chức ba công tố viên hàng đầu của đất nước, bao gồm công tố viên trưởng Omar Ahmed Mohamed Abdelsalam, công tố viên Amer Ibrahim Majid, và phó công tố viên Hesham, cùng ngày hai nguồn tin có kiến thức trực tiếp báo cho CNN biết rằng Bashir, cựu bộ trưởng nội vụ Abdelrahim Mohamed Hussein và Ahmed Haroun là cựu lãnh đạo đảng đương quyền sẽ bị buộc tội tham nhũng và làm chết người biểu tình.
Ngày 17 tháng 4 ông al-Bashir chuyển từ quản thúc ở Dinh Tổng thống sang biệt giam ở nhà tù Kobar an ninh tối đa tại Khartoum là một nhà tù khét tiếng vì giam giữ tù nhân chính trị trong lúc ông al-Bashir đương quyền. Phát ngôn viên của Ủy ban nói rằng hai anh em của al-Bashir là Abdullah và Alabas cũng đã bị bắt giữ.
Ngày 18 tháng 4 đám đông hàng trăm ngàn người biểu tình đòi chính phủ dân chính, cuộc biểu tình là cuộc lớn nhất kể từ khi al-Bashir bị phế truất. Các nhà lãnh đạo biểu tình cũng công bố kế hoạch thành lập chính phủ lâm thời của riêng họ trong hai ngày nếu chính quyền quân sự từ chối rút lui.
Ngày 20 tháng 4 một nguồn tư pháp ẩn danh cho biết quan chức đã tìm thấy nhiều vali chứa đầy Euro, đô la Mỹ và Bảng Sudan trong nhà ông al-Bashir (tổng số xấp xỉ là 6,7 triệu đô la). Chủ tịch Quốc hội Ibrahim Ahmed Omar và trợ lý tổng thống Nafie Ali Nafie bị quản thúc tại gia, Tổng thư ký phong trào Hồi giáo Al-Zubair Ahmed Hassan và cựu Chủ tịch quốc hội Ahmed Ibrahim al-Taher cũng nằm trong số người bị bắt vì những chiếc vali này.
Ngày 21 tháng 4 Abdel Fattah al-Burhan nói rằng ủy ban quân sự lâm thời "ủng hộ cuộc khởi nghĩa và cách mạng" và ông hứa rằng ủy ban "cam kết trao quyền lực cho nhân dân". Tuy vậy các nhà lãnh đạo biểu tình ngừng đàm phán với chính quyền quân sự cùng ngày, nói rằng chính quyền không thành thật về việc chuyển giao quyền lực cho dân thường và chứa chấp tàn dư của chế độ Hồi giáo al-Bashir và tuyên bố tăng cường biểu tình. Chính phủ Ả Rập Saudi và Các Tiểu vương quốc Ả Rập Thống nhất đã cam kết viện trợ 3 tỷ đô la cho chính quyền quân sự, người biểu tình kêu gọi hội đồng từ chối viện trợ và một số thậm chí còn yêu cầu cắt đứt quan hệ ngoại giao với cả hai đồng minh lịch sử. Trong khi đó xuất khẩu dầu của Nam Sudan đã bị tê liệt do các cuộc đình công tại các công ty dầu khí ở Port Sudan.
Thứ Tư ngày 24 tháng 4 ba thành viên Ủy ban quân sự lâm thời (chủ tịch ủy ban chính trị Omar Zain al-Abideen, Trung tướng Jalal al-Deen al-Sheikh và Trung tướng Al-Tayeb Babakr Ali Fadeel) đồng loạt từ chức vì yêu cầu của người biểu tình. Thứ Bảy ngày 27 tháng 4 một hiệp định thành lập một Hội đồng lâm thời gồm thường dân và quân nhân ký kết, mặc dù chi tiết chính xác của hiệp định chia sẻ quyền lực vẫn chưa được thống nhất vì hai bên đều muốn chiếm đa số. Quân đội cũng tuyên bố ba tướng quân trong Ủy ban quân sự từ chức.
Ngày 7 tháng 5 21 cựu quan chức từng trong Liên minh Dân chủ Quốc gia (NDA) của al-Bashir ở Nam Darfur bị bắt sau khi cố gắng chạy trốn khỏi đất nước, ngày 8 tháng 5 tiết lộ rằng một số quan chức Nam Darfur bị bắt là phụ nữ.
Ngày 30 tháng 5 tờ báo Al Jazeera đặt ở Qatar tuyên bố chính quyền Sudan thu hồi quyền phát sóng từ Sudan, hai thường dân chết báo cáo cùng ngày. Ủy ban quân sự lâm thời đã đàn áp khu phố "Columbia" ở Bắc Khartoum là nơi buôn bán ma túy, rượu và tình dục bạo dạn hơn trong kỳ qua đò. Bộ đội chi viện nhanh và cảnh sát đã bắn đạn thật làm 1 người chết, 10 người bị thương.

### 3 - 11 tháng 6: Thảm sát Khartoum và kháng mệnh hòa bình
Căng thẳng tiếp tục leo thang, ngày 3 tháng 6 118 người thiệt mạng, 70 người bị hãm hiếp và hàng trăm người bị thương do quân đội Sudan xông vào trại và nổ súng vào người biểu tình trong vụ thảm sát Khartoum. Lực lượng an ninh cũng nổ súng vào người biểu tình bên trong các cơ sở y tế và vứt xác một số người biểu tình xuống sông Nile.
Ngày hôm sau Hiệp hội Chuyên gia Sudan kêu gọi "kháng mệnh hòa bình hoàn toàn" để làm tắc nghẽn cầu đường và "đình công chính trị công khai" trong tất cả các nơi làm việc, sử dụng các kỹ thuật chống bạo lực chống lại Ủy ban quân sự.
Ngày 8 tháng 6 Hiệp hội chuyên gia cảnh báo về một chiến dịch bắt giam, làm biến mất và dọa giết nhà hoạt động chính trị rộng rãi của Ủy ban quân sự, Hiệp hội kêu gọi nhà hoạt động tuân thủ nghiêm ngặt các phương pháp kháng cự bất bạo động trong chiến dịch kháng mệnh hòa bình và đình công tại nơi làm việc của họ.
Một cuộc tổng đình công 3 ngày cùng chiến dịch kháng mệnh hòa bình toàn quốc bắt đầu thực hiện từ ngày 9 tháng 11, Hiệp hội chuyên gia ước tính: 60 - 95% học sinh và giáo viên tiểu học, trung học vắng mặt, 67 - 99% hệ thống vận tải xe buýt địa phương, toàn quốc đóng cửa, 84 - 99% chuyến bay bị hủy, 98 - 100% hệ thống vận tải đường sắt đóng cửa; 64 - 72% nhà băng đóng cửa, 86% thị trường bán lẻ đóng cửa; 60 - 94% các trạm điện, sưởi ấm, xăng dầu đóng cửa; 57 - 100% tờ báo đình bản, 47 - 90% cơ sở y tế đóng cửa, nhưng chăm sóc y tế khẩn cấp miễn phí được cung cấp; 90 - 100% dịch vụ pháp lý nhà nước, tư nhân đóng cửa. Cục tình báo và Hoa Vi tắt quyết liệt 63-100% Internet (mức độ khác nhau cho mỗi nhà cung cấp).

### 12 tháng 6 - 4 tháng 7: Đàm phán và biểu tình

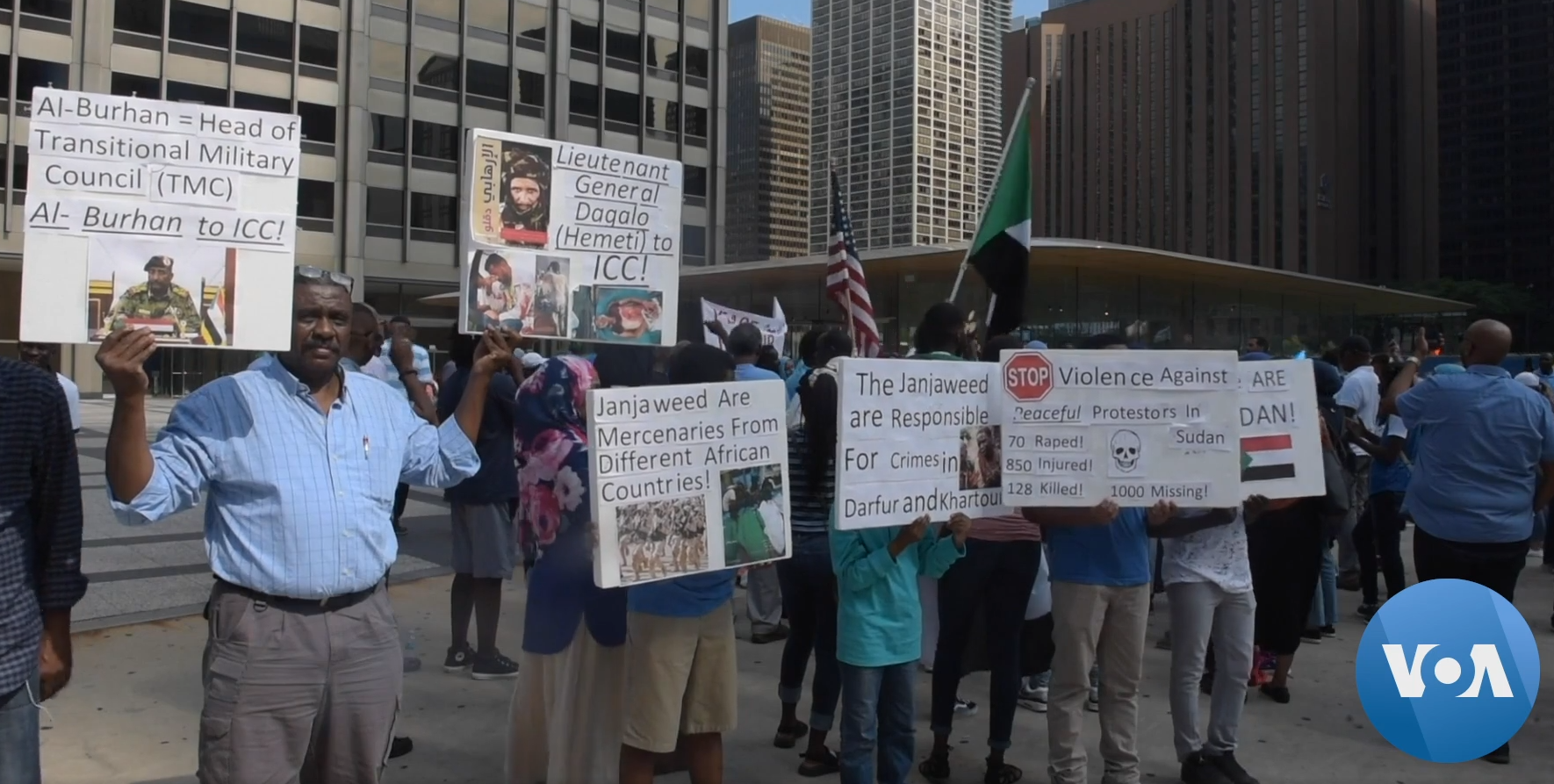
Người dân Chicago thể hiện tình đoàn kết với người biểu tình ở Sudan, tháng 7 năm 2019

Việc đàm phán thành lập chính phủ lâm thời, các cuộc biểu tình nhỏ và việc phong tỏa Internet do chính phủ áp đặt vẫn tiếp tục trong phần lớn tháng 6.
Ngày 12 tháng 6 Ủy ban quân sự đồng ý thả tù nhân chính trị và Liên minh Lực lượng Tự do và Thay đổi đồng ý đình chỉ cuộc tổng đình công, theo hòa giải viên Ethiopia Mahmoud Drir, hai bên cũng nhất trí "sớm nối lại đàm phán" về việc thành lập chính phủ dân chính.
Ngày 12 tháng 6 Lực lượng tự do thay đổi chuẩn bị danh sách tám thành viên dân chính cho một hội đồng chính phủ lâm thời gồm 15 thành viên mà ba là phụ nữ, ngoài Abdalla Hamdok là Phó Thư ký Ủy ban Kinh tế Liên Hợp Quốc ở Châu Phi từ năm 2011 đến tháng 10 năm 2018  làm Thủ tướng.
Ngày 13 tháng 6 phát ngôn viên Ủy ban quân sự Shams El Din Kabbashi công bố rằng "một số" thành viên lực lượng an ninh đã bị bắt giữ vì vụ thảm sát ngày 3 tháng 6 và mười tám người, thành viên của hai nhóm khác nhau lên kế hoạch đảo chính chống lại Ủy ban quân sự, cũng đã bị bắt giữ.
Ngày 29 tháng 6 lực lượng an ninh của Ủy ban quân sự đột kích vào trụ sở Hiệp hội Chuyên gia Sudan để ngăn chặn cuộc họp báo diễn ra.
Ngày 30 tháng 6 là tròn năm ba mươi cuộc đảo chính của al-Bashir hai mươi ngàn người biểu tình ở Khartoum và những nơi khác ở Sudan kêu gọi chính quyền dân chính, công lý cho vụ thảm sát ngày 3 tháng 6, mười người thiệt mạng trong khi biểu tình, trong đó một người bị lực lượng an ninh bắn chết ở Atbara, và 181 người bị thương, trong đó 27 người bị thương vì súng, theo Bộ y tế. Hơi cay, đạn dược thật và lựu đạn gây choáng đã sử dụng chống lại người biểu tình ở Khartoum và El-Gadarif. Ahmed Rabie của phe đối lập quy kết tất cả cái chết cho Ủy ban quân sự, nói rằng: "Theo chúng tôi Ủy ban quân sự phụ trách vì những người bị giết đã bị bắn dưới sự quan sát của lực lượng an ninh, họ giết họ hoặc không bảo vệ họ," Ủy ban quân sự quy trách nhiệm những cái chết cho người biểu tình. Tướng Gamal Omar của Ủy ban quân sự cho biết những người nổ súng vào lực lượng an ninh, giết chết hai và làm ba người bị thương, đã bị Bộ đội chi viện nhanh bắt giữ.
Ngày 3 tháng 7 việc đàm phán trực tiếp giữa Ủy ban quân sự và Lực lượng tự do thay đổi được nối lại sau khi Liên minh châu Phi và Ethiopia hòa giải.

### 5 - 28 tháng 7: hiệp định chính trị và việc đàm phán
Ngày 5 tháng 7, có các hòa giải viên Liên minh châu Phi và Ethiopia giúp đỡ, một giao kèo bằng miệng về việc thành lập cơ quan chính phủ của Ủy ban quân sự cùng các nhà đàm phán dân chính bao gồm Siddig Yousif của Lực lượng tự do thay đổi đạt được, theo đó chức vụ chủ tịch chính phủ lâm thời sẽ do quân đội và dân thường lần lượt nắm giữ. Giao kèo mà Ủy ban quân sự và các nhà đàm phán dân chính làm quy định:
- Thành lập Hội đồng chủ quyền bao gồm 11 thành viên, năm thành viên quân đội, năm thường dân do hai bên lựa chọn và một thường dân do hai bên thống nhất;
- Kỳ qua đò 3 năm 3 tháng, do một thành viên quân sự dẫn đầu trong 21 tháng đầu tiên và một thường dân trong 18 tháng tiếp theo;
- Nội các do Lực lượng tự do thay đổi bổ nhiệm;
- Viện lập pháp sẽ thành lập sau khi Hội đồng chủ quyền và Nội các thành lập;
- Tổ chức "cuộc điều tra minh bạch độc lập" các sự kiện sau cuộc đảo chính Sudan 2019 bao gồm vụ thảm sát Khartoum;
- Ủy ban luật sư bao gồm luật sư của Liên minh châu Phi, để chính thức hóa giao kèo trong 48 giờ;
- Cuộc bầu cử dân chủ để lựa chọn lãnh đạo sau kỳ qua đò 39 tháng.

Tahani Abbas, là người đồng sáng lập Tổ chức chống áp bức phụ nữ, lo phụ nữ có thể không được tham gia cơ quan lâm thời, khẳng định rằng phụ nữ "chịu đựng bạo lực, [đối mặt] quấy rối, cưỡng hiếp tình dục" và có mặt trong việc tổ chức biểu tình. Đến ngày 9 tháng 7 một ủy ban 4 thành viên bao gồm Yahia al-Hussein vẫn đang soạn thảo văn bản hiệp định, ủy ban dự kiến hiệp định có các nhà lãnh đạo khu vực chứng kiến sẽ được ký trong 10 ngày. Trong khi chờ đợi hiệp định bằng chữ chuẩn bị và ký kết, hầu hết mạng Sudan tiếp tục bị chặn, ngày 7 tháng 7 phát ngôn viên Ủy ban quân sự Shams al-Din Kabbashi tuyên bố rằng lệnh cấm mạng cần thiết để bảo vệ giao kèo chuyển quyền vì các nhóm phản đối giao kèo đã lên kế hoạch xuyên tạc; ông hứa sẽ khôi phục mạng trong "hai hay ba ngày". Các chuyên gia nhân quyền Liên Hợp Quốc Aristide Nononsi, Clement Nyaletsossi Voule và David Kaey tuyên bố rằng lệnh cấm mạng vi phạm luật nhân quyền quốc tế và không thể được biện minh trong bất kỳ trường hợp nào.
Ngày 17 tháng 7 giao kèo được Ủy ban quân sự và Lực lượng tư do thay đổi chính thức hóa bằng việc ký kết hiệp định bằng chữ trước các nhân vật quốc tế, một hiến pháp lâm thời vẫn đang chuẩn bị để hoàn thành việc ấn định kỳ qua đò.
Ngày 27 tháng 7, trong khi việc đàm phán về hiến pháp lâm thời tiếp tục, ủy viên trưởng ủy ban do Ủy ban quân sự thành lập để điều tra vụ thảm sát Khartoum Fathelrahman Saeed công bố rằng 87 người thiệt mạng, 168 người bị thương, không có vụ hiếp dâm nào xảy ra và không có lều nào bị đốt, ông tuyên bố rằng việc khởi tố 8 quan chức an ninh cấp cao giấu tên về tội ác chống lại loài người đã bắt đầu. Hiệp hội Bác sĩ Pháp y Sudan mô tả kết quả cuộc điều tra là "không đạt tiêu chuẩn và khiếm khuyết," Lực lượng tự do thay đổi, Hội Phụ nữ Sudan, Hiệp hội Chuyên gia Sudan và Liên minh Luật sư Dân chủ bác bỏ báo cáo; các cuộc biểu tình trên đường phố diễn ra ở Khartoum do báo cáo.

### 29 tháng 7 - Từ thảm sát El Obeid đến Hiến pháp lâm thời
Ngày 29 tháng 7 Bộ đội chi viện nhanh bắn đạn thật vào các sinh viên ở El-Obeid biểu tình phản đối việc "đóng cửa hệ thống giao thông công cộng do thiếu nhiên liệu, nước, giá hàng hóa tăng và không có bánh mì," bốn sinh viên, một người biểu tình khác chết lập tức và 40 đến 50 người bị thương, trong đó tám người đang trong tình trạng nghiêm trọng. Hai mươi ngàn người biểu tình ở Khartoum phản đối các vụ giết người vào buổi chiều và tối cùng ngày. Nhóm thuộc Lực lượng tự do thay đổi đàm phán với Ủy ban quân sự ban hành hiến pháp lâm thời ngưng đàm phán mà đến El-Obeid để "đánh giá tình hình," bảy thành viên Bộ đội chi viện nhanh bị bắt và một cuộc điều tra do Tổng chưởng lý Bắc Kordofan lên kế hoạch. Ủy ban quân sự thông báo rằng các thành viên Lực lượng hỗ trợ nhanh phụ trách vụ nổ súng lúc đó đang bảo vệ một ngân hàng và bị tấn công bằng đá làm chín thành viên, ba quân nhân quân đội chính quy và một cảnh sát viên bị thương.
Ngày 1 tháng 8 một vụ thảm sát khác đã xảy ra: bốn người biểu tình bị "lực lượng chính phủ" trong xe bốn bánh bắn chết ở Umbada, Omdurman.
Tổ chức Sudan Change Now, là thành viên Lực lượng tự do thay đổi, đăng một tuyên bố về quan điểm về quá trình đàm phán lập hiến vào ngày 16 tháng 7, cáo buộc Ủy ban quân sự thao túng quá trình đàm phán và yêu cầu khởi tố những người liên quan đến mọi vụ thảm sát, giải tán dân quân, cải cách pháp lý, sự tham gia của mọi phong trào đấu tranh vũ trang trong hiệp định chính trị.
Ủy ban quân sự do Mohamed Hamdan Dagalo ("Hemetti") thay mặt và Lực lượng tư do thay đổi do Ahmed Rabee thay mặt ký kết Dự thảo Hiến pháp lâm thời vào ngày 4 tháng 8, Dự thảo với Hiệp định chính trị ngày 17 tháng 7 thành lập Hội đồng chủ quyền bao gồm năm thường dân, năm quân nhân và một thường dân được Ủy ban quân sự cùng Lực lượng tự do thay đổi chấp nhận và các cơ quan, thủ tục lâm thời khác trong kỳ qua đò 39 tháng.

### Cơ quan lâm thời
Ủy ban quân sự bị giải tán và Hội đồng chủ quyền chỉ bao gồm hai phụ nữ thành lập vàog ngày 20 tháng 8. Ngày 21 tháng 8, Abdalla Hamdok bổ nhiệm làm Thủ tướng và Abdel Fattah al-Burhan trở thành Chủ tịch Hội đồng chủ quyền. Một "tiến trình hòa bình toàn diện" đối với các nhóm đối lập vũ trang bắt đầu ngày 1 tháng 9. Nemat Abdullah Khair bổ nhiệm làm Chánh tòa tối cao ngày 10 tháng 10.
Loại trừ phụ nữ
Gần như mọi thành viên Hội đồng chủ quyền là nam, chỉ có hai thành viên nữ là Aisha Musa el-Said và Raja Nicola. Chánh tòa tối cao mới bổ nhiệm vào tháng 10 năm 2019, Nemat Abdullah Khair, lãnh đạo ngành tư pháp và Tòa án tối cao, là phụ nữ. Danh sách ứng viên thành viên Nội các do Liên minh tự do dân chủ đề xuất lúc đầu bao gồm rất ít phụ nữ, ngày 18 tháng 8 Liên minh Phụ nữ Sudan cho rằng phụ nữ đóng vai trò quan trọng bằng đàn ông trong "cuộc cách mạng" năm 2019 và phụ nữ Sudan "yêu cầu được bình đẳng với nam giới ở mọi cấp độ dựa trên tư cách và khả năng." Phóng viên Yousra Elbagir của Kênh 4 chỉ trích các bước khởi đầu của kỳ qua đò, nêu rõ: "Việc tiến bộ chính trị rõ ràng [đầu tiên] trong nhiều thập kỷ loại trừ phụ nữ thật vô lý....Phụ nữ là lý do mà việc ngồi biểu tình ủng hộ dân chủ đại chúng có thể tiếp tục trong gần hai tháng. Họ điều hành các phòng khám tạm thời, cho người biểu tình ăn chay ăn hàng ngày trong tháng Ramadan, họ dành cả đêm tại các trạm kiểm soát để tìm kiếm người biểu tình nữ."
Ngày 22 tháng 8 Liên minh phụ nữ Sudan tổ chức cuộc biểu tình trước văn phòng Hiệp hội chuyên gia Sudan ở Khartoum đòi phụ nữ được tham gia 50% "ở tất cả các cấp của chính quyền và các cơ quan ra quyết định." Liên minh phụ nữ giải thích rằng Dự thảo Hiến pháp lâm thời bảo đảm cho phụ nữ tham gia ít nhất 40% ở mọi cấp chính quyền. Một số người biểu tình giương cao biểu ngữ "Chúng tôi cũng là những nhà kỹ trị!" chỉ đến các kế hoạch thành lập Nội các bao gồm các nhà kỹ trị.

### Các cuộc biểu tình trong kỳ qua đò
Việc biểu tình tiếp tục trong kỳ qua đò, các vấn đề bao gồm việc tiến cử Chánh tòa tối cao và Tổng chưởng lý mới, việc Bộ đội chi viện nhanh giết hại thường dân, hậu quả độc hại của Xyanua và thủy ngân do hoạt động khai thác vàng ở bang Bắc và Nam Kordofan, cuộc biểu tình phản đối một thống đốc bang ở el-Gadarif các phiên tòa dàn dựng của điều phối viên Hiệp hội Chuyên gia Sudan và yêu cầu miễn chức các quan chức của chính phủ cũ ở bang Red Sea và White Nile.

## Khẩu hiệu

Quốc kỳ độc lập Sudan từ năm 1956 - 1970 do một số người biểu tình vẫy

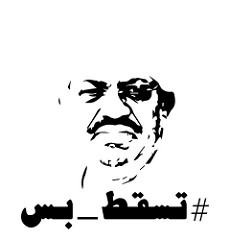
Bản phác thảo khẩu hiệu "TASgut bas"

Như những người biểu tình khác, người biểu tình Sudan đã hô vang nhiều khẩu hiệu yêu cầu chế độ hiện tại sụp đổ, những khẩu hiệu này bao gồm: "Tự do, hòa bình và công lý," "Chúng ta là Darfur," và "Sụp đổ đi nào - vậy cũng đủ rồi," trong số những người khác.

## Phản ứng

### Tổ chức quốc tế
- Ngày 28 tháng 12 năm 2019, hai Báo cáo viên đặc biệt Liên Hợp Quốc biểu thị lo lắng về tính bạo lực của chính phủ với người biểu tình (dùng đạn thật) và "Việc bắt giam tự tiện".[157]
- Ngày 16 tháng 4 năm 2019, Liên minh châu Phi cảnh cáo rằng Sudan sẽ bị khai trừ, trừ phi chính phủ thường dân thành lập trong hai tuần,[114] ngày 23 tháng 4, yêu cầu thay đổi ở hội nghị tại Cairo, trong cuộc họp Liên minh bây giờ kỳ Ủy ban quân sự lâm thời cho ba tháng phải tổ chức bầu cử.[122]

## Kết quả
Ngày 14 tháng 1 năm 2020, quân đội Sudan dập tắt một cuộc binh biến ở Khartoum của lính trung thành đối với cựu Tổng thống Omar al-Bashir. Cựu Giám đốc Cơ quan Tình báo và An ninh Quốc gia, Salah Gosh, bị buộc tội dàn dựng cuộc nổi loạn làm hai quân đội thiệt mạng.
Ngày 9 tháng 3 một vụ nổ xảy ra gần đoàn xe Thủ tướng Abdalla Hamdok, nhưng ông né được nỗ lực ám sát rõ ràng theo người bảo vệ. Những người phụ trách thực hiện vụ tấn công chưa xác định được, BBC nói thêm. Ông Hamdok, với sự chắc chắn tuyệt đối, đã khẳng định rằng nỗ lực ám sát sẽ không can thiệp vào hoặc ngăn chặn kỳ qua đò ở Sudan, nhưng thay vào đó giúp đỡ quá trình.